# Recaptcha

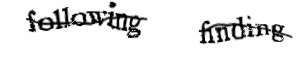
Exempel på en Recaptcha

Recaptcha, stiliserat som reCAPTCHA, är ett Captcha-system ägt av Google. Captcha-tjänster används i fler syften än att avvärja och förhindra botbedrägerier för sina användare. I Googles ägo har Recaptcha delvis också använts för att ackumulera träningsdata för maskininläsning, transkriptioner för googles egna tjänst Street View och även identifiering av vägskyltar och trafikfaror för självkörande fordon. 
Recaptcha har också haft i syfte att digitalisera material som maskininläsningsteknik i stor utsträckning inte kunnat läsa in på grund av föråldrat material.
Till skillnad från traditionella Captchas som visar datorgenererade slumpmässiga tecken, presenterar Recaptcha ord från skannade texter. Dessa ord används för att förbättra textdigitalisering, där endast de ord som OCR-program inte kan identifieras skickas till mänsklig granskning. För att verifiera användare och skilja på människor och datorer så visar Recaptcha två ord till användaren, ett okänt och ett känt “kontrollord”. Systemet beaktar en användare som mänsklig om “kontrollordet” har angivits korrekt och litar därpå att även det okända ordet är rätt.
För att hantera fel i digitaliseringsprocessen, skickar Recaptcha varje tvivelaktigt ord till flera användare med unika förvrängningar. Inledningsvis presenteras ordet som okänt. Rätt svar på kontrollordet leder till att användarens gissning för det okända ordet noteras. Om de första tre av användarnas gissningar överensstämmer men skiljer sig från OCR:s, blir ordet ett framtida kontrollord. Vid meningsskiljaktigheter skickas ordet vidare som "okänt", där det svar som får flest röster väljs, där varje mänskligt svar räknas som en röst och varje OCR som en halv. Minst 2,5 röster krävs för att fastställa korrekt stavning. Recaptcha använder specifikt ord från skannade böcker där OCR har misslyckats, eftersom detta både förbättrar noggrannheten i digitaliseringen av text och ökar säkerheten genom att försvåra för automatiserade program att lösa Captcha-utmaningar.
Ny forskning belyser även Recaptchas betydande roll i den digitala arbetskraften och dess bidrag till konstruktionen av en normativ webbanvändare. Genom att lösa Recaptcha-uppgifter bidrar användare inte bara till att minska skräppost och förbättra säkerheten på webbplatser, utan även till att generera värdefulla AI/ML-träningsdata för Google. Denna process avslöjar en djupare dimension av digitalt arbete, där användarnas insatser, ofta omedvetet, stöder teknologisk utveckling och bidrar till skapandet av en ideell användarprofil som favoriserar vissa förmågor och exkluderar andra. Denna dynamik belyser vikten av att förstå och kritiskt granska de underliggande antagandena och effekterna av Recaptcha-tekniken på webbanvändares autonomi och inkludering.